# Molinos (Teruel)
Molinos es una localidad y municipio español, en el Maestrazgo, provincia de Teruel, Aragón. Tiene una extensión de 79,61 km². La localidad se encuentra enclavada en el cruce del río Fuentes y el río Papel, situándose el núcleo principal del pueblo en la zona del Pueyo (significa zona alta), el resto del pueblo se encuentra entre las zonas de umbría y solana.
Dentro de su término municipal se encuentra el Monumento natural de las Grutas de Cristal de Molinos.
Son dignos de reseñar los museos que se encuentran en el pueblo. También es importante citar el impresionante barranco de San Nicolás que se sitúa en la entrada al pueblo y dibuja un paisaje único, combinado con algunas de sus calles empinadas debido a la superficie abrupta del lugar, hacen de este pueblo un sitio que no se puede dejar de visitar.

## Demografía
Molinos cuenta con una población de 228 habitantes (INE 2024).
| Gráfica de evolución demográfica de Molinos entre 1842 y 2021                                                       |
| |
| Población de derecho según los censos de población del INE Población de hecho según los censos de población del INE |

## Administración y política
| Período   | Alcalde                   | Partido      |  |
| --------- | ------------------------- | ------------ |  |
| 1979-1983 | Orencio Andrés Huesa      | Ind.         |  |
| 1983-1987 |                           |              |  |
| 1987-1991 |                           |              |  |
| 1991-1995 |                           |              |  |
| 1995-1999 |                           |              |  |
| 1999-2003 |                           |              |  |
| 2003-2007 |                           |              |  |
| 2007-2011 |                           |              |  |
| 2011-2015 | María Pilar Monfil Farnos | PP de Aragón |  |

| Partido político    | Partido político                                   | 2003   | 2007   | 2011   | 2015   |
| Partido político    | Partido político                                   | Ediles | Ediles | Ediles | Ediles |
|                     | Partido Popular de Aragón (PP)                     | 3      | 3      | 4      | 4      |
|                     | Partido Aragonés (PAR)                             | —      | —      | 3      | 3      |
|                     | Partido de los Socialistas de Aragón (PSOE-Aragón) | 4      | 4      | —      | —      |
| Total de concejales | Total de concejales                                | 7      | 7      | 7      | 7      |

## Lugares de interés

### Iglesia de Nuestra Señora de las Nieves
Se trata de una iglesia situada en el centro de la población. Su portada meridional abre a la Plaza de la Iglesia, mientras que la occidental abre a la Plaza del Ayuntamiento. Ambas plazas presentan soportales en los pisos bajos de las viviendas abiertos en arcos de medio punto y apuntados, formando un bello conjunto.

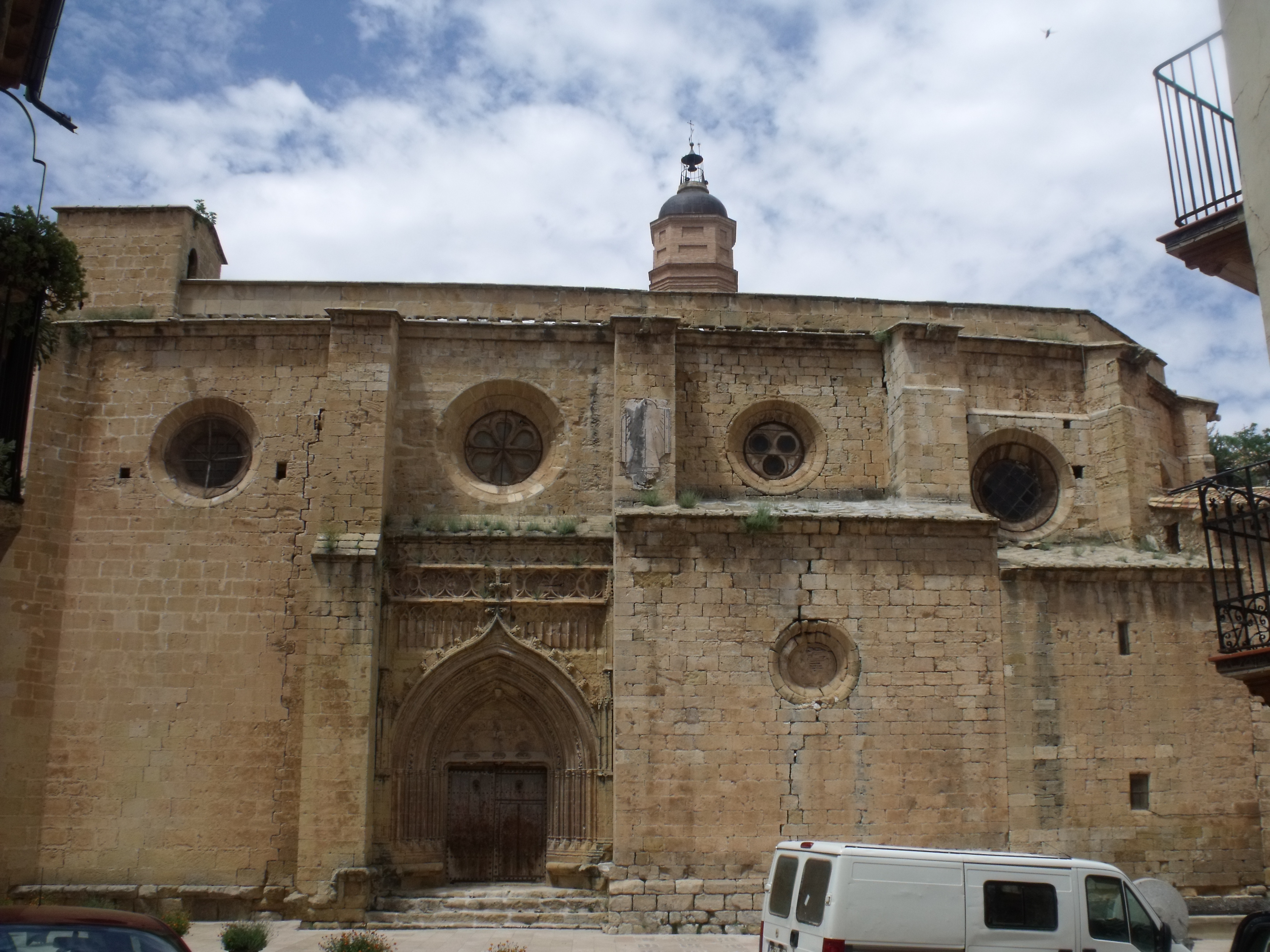
Vista fachada lateral
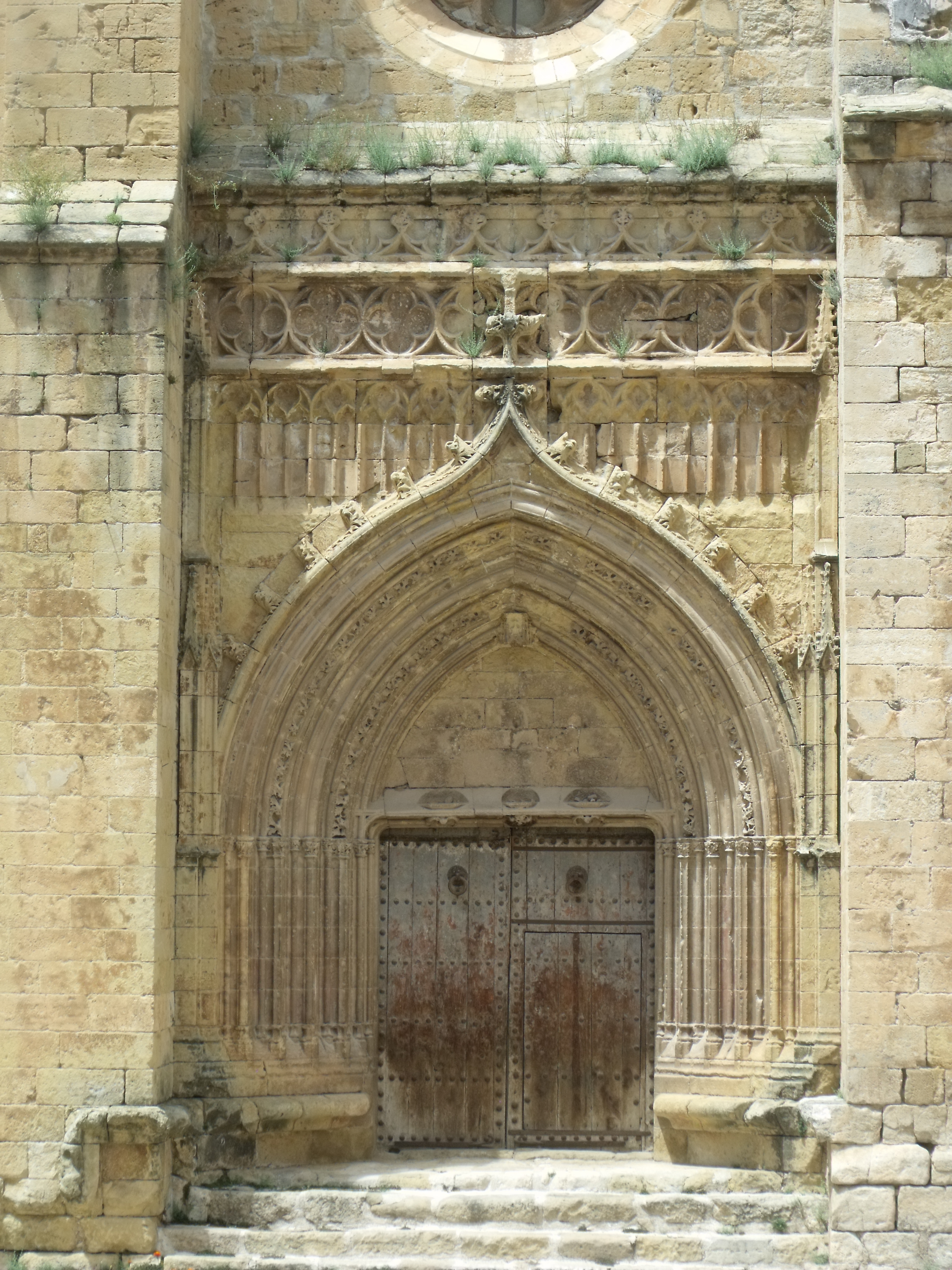
Detalle puerta lateral
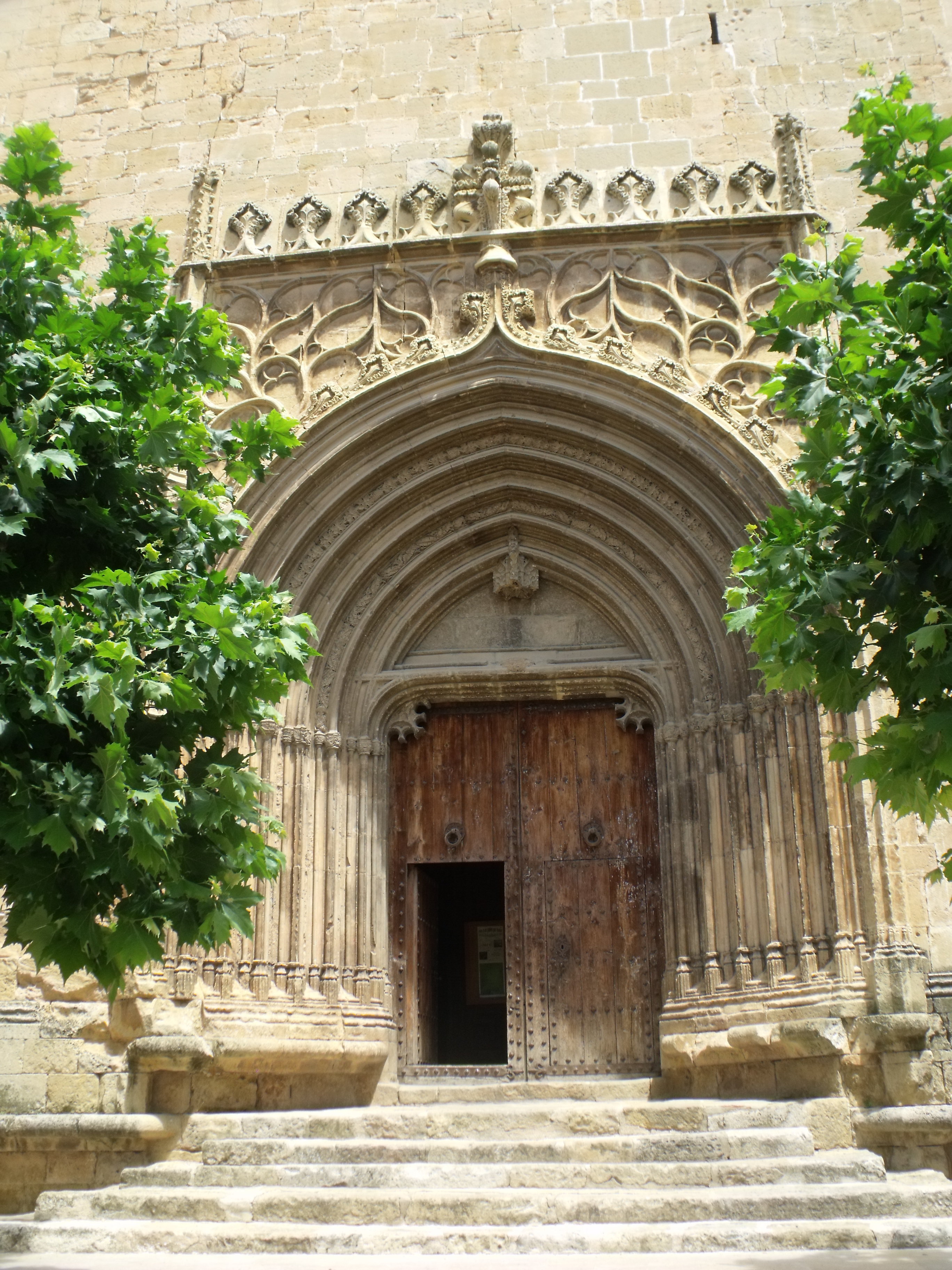
Detalle puerta fachada principal
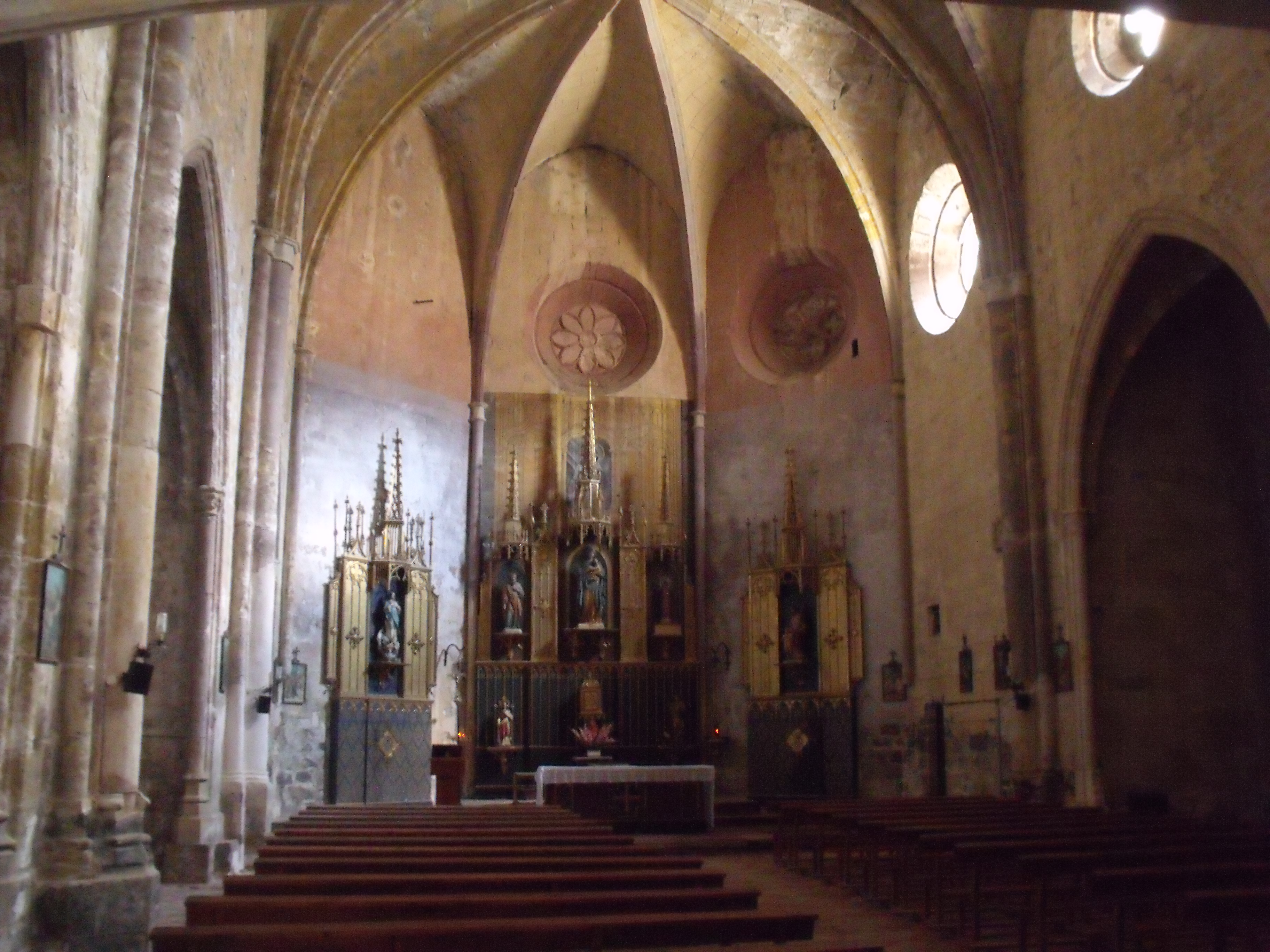
Nave central
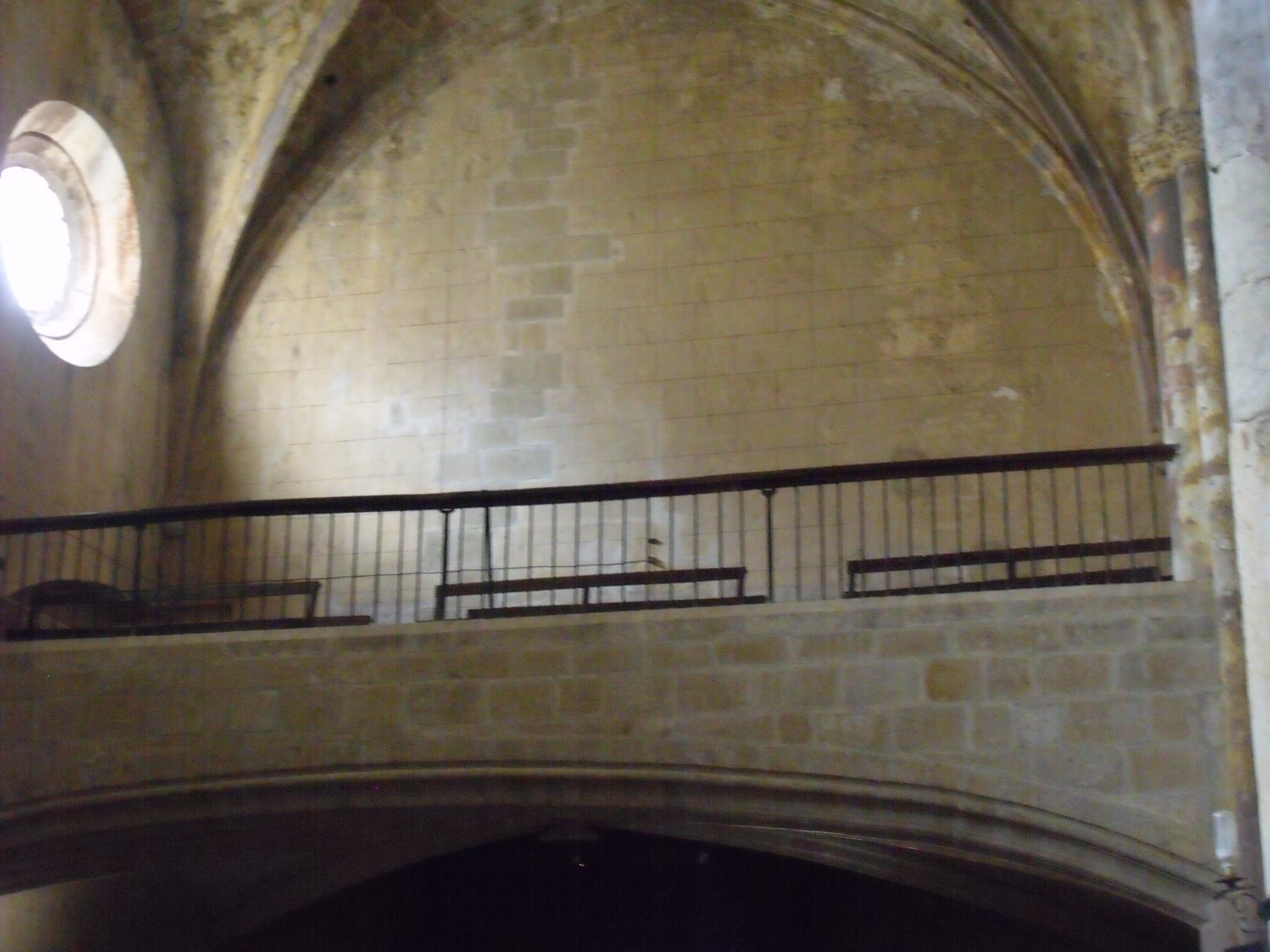
Coro alto
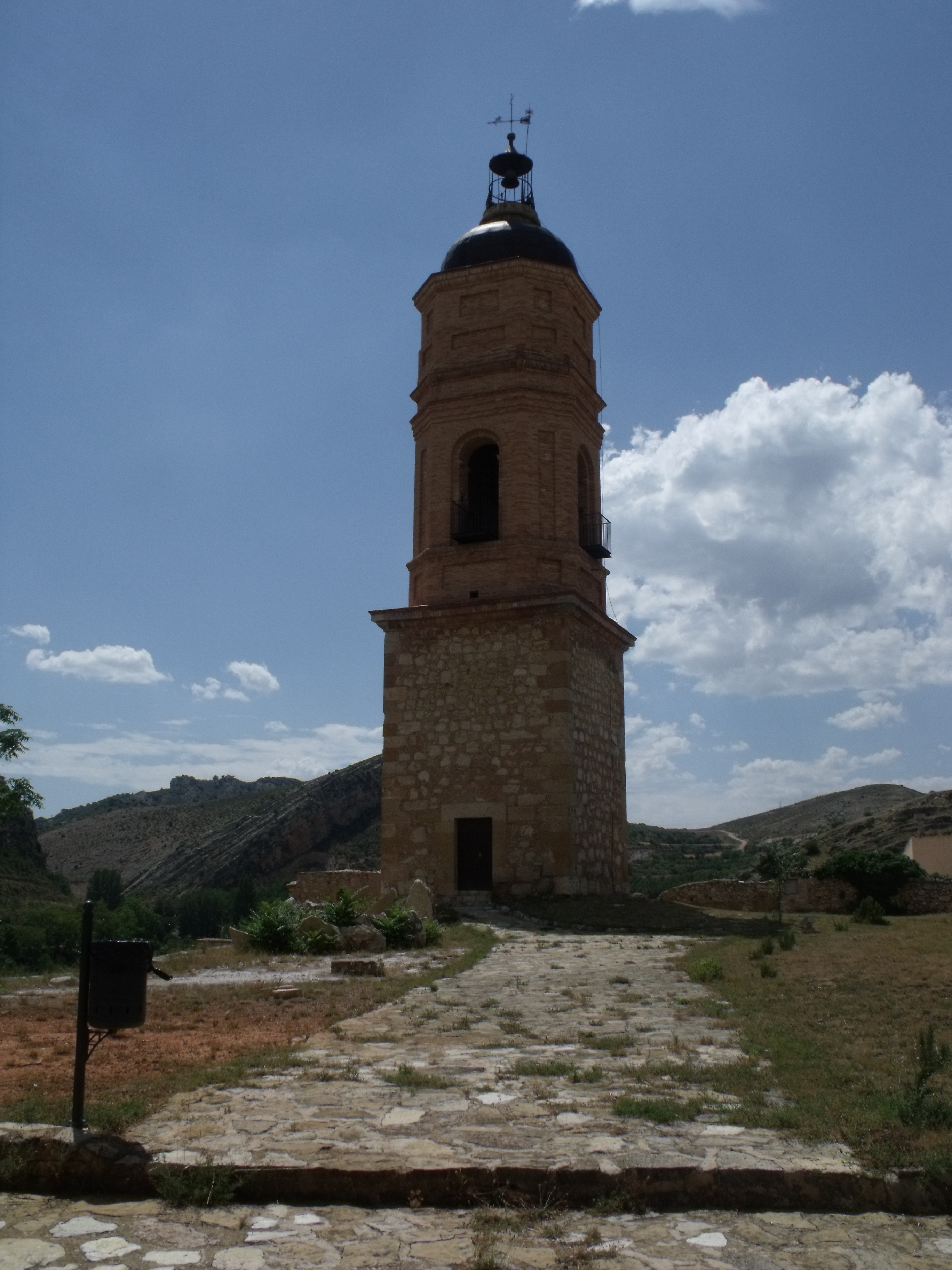
Campanario exento

El templo data de finales del siglo XV y consta de nave única de tres tramos con capillas abiertas en el lado del Evangelio y unidas a modo de nave lateral, mientras que en el lado de la Epístola presenta una sola capilla y el acceso a la sacristía junto a la cabecera.
La cabecera es poligonal y se cubre con una bóveda nervada, que en la nave se convierte en bóveda de crucería sencilla con claves talladas. El sottocoro, que aloja dos bellas pilas bautismales, se cubre, sin embargo, con una bóveda rebajada. Su interior es muy sobrio y equilibrado y la iluminación penetra a través de óculos perforados en cada uno de los tramos del muro meridional. Las dos portadas, situadas en los muros occidental y meridional, están realizadas en estilo gótico flamígero con decoración de cardinas y otros motivos vegetales y animales.
Su fábrica es de sillar y presenta potentes contrafuertes, además de un pretil en la parte superior, tal vez defensivo, ya que esta iglesia perteneció a la Orden de Calatrava. La torre de la parroquial está exenta, se sitúa a unos metros, sobre una colina cercana. Cuenta con cuatro pisos en altura, los dos primeros de planta cuadrada y realizados en mampostería con sillar en las esquinas, mientras que los dos segundos son de planta ochavada y están realizados en ladrillo. Su estado de conservación presenta graves deficiencias.

### Grutas de cristal
Enclavadas en el paraje de las Graderas, a unos 3.8 kilómetros del municipio de Molinos. La boca de acceso de la cueva se encuentra a 970m sobre el nivel del mar, con un desnivel de 24m. La cueva se creó sobre arenas, margas y calizas del cretácico superior (100m.a. – 72m.a.) y sobre conglomerados, areniscas y arcillas del oligoceno-mioceno (40m.a.- 23m.a.). 
Descubierta en abril de 1961 por espeleólogos del S.P.E.S. del club de ski Puigmal de Barcelona en colaboración con vecinos de la localidad. El grupo que se encontraba en la zona, con el fin del descubrimiento de nuevas cavernas, fueron acompañados a la zona donde hoy se encuentra la entrada. Por aquel entonces solo se encontraba una pequeña cueva de no más de 3 metros de profundidad excavada naturalmente en la roca, pero que se encontraba en el fondo de la misma una pequeña gatera la cual sirvió de entrada para el resto de gruta.
Se encuentra dividida en dos salas abiertas al público. 
Sala de los Cristales. Todo un espectáculo para disfrutar. Estamos embebidos en el corazón de la montaña, en un intrincado sistema de canales, simas, salas subterráneas,…, que nos conectan con la superficie y nos hablan del tiempo geológico. El agua de lluvia al entrar en contacto con el aire va cogiendo el gas dióxido de carbono y se vuelve ácida. Esta agua ácida se infiltra por las fisuras y grietas de la roca caliza atacándola y disolviéndola.  A lo largo del intrincado recorrido, el agua va disolviendo y cogiendo más y más carbonato hasta que en su camino alcanza una sala o espacio de mayor volumen. Entonces el dióxido de carbono se escapa y el carbonato disuelto se deposita o precipita apareciendo las formaciones o espeleotemas.
Sala Marina. Posiblemente, hace muchos millones de años, cambios de nivel y variaciones en la circulación del agua que disuelve los carbonatos, fueron generando poco a poco la gruta por la que vamos a discurrir. Posteriormente se produjo una colmatación de las vías de drenaje, inundando las salas y dando lugar a la formación de espeleotemas subacuáticos. En la actualidad la cueva se encuentra en un periodo de drenaje de las aguas, favorecido por la erosión de la vaguada donde se encuentra. La presencia de estos espeleotemas subacuáticos han bautizado la sala como Sala Marina.”